# Villacourt
Villacourt é uma comuna francesa na região administrativa de Grande Leste, no departamento de Meurthe-et-Moselle. Estende-se por uma área de 14,1 km². Em 2010 a comuna tinha 388 habitantes (densidade: 27,5 hab./km²).